# Haßbergen
Haßbergen egy község Németországban, a Weser-Nienburgi járásban. Lakosainak száma 1687 fő (2023. december 31.).

## Népessége
| Lakosok száma | 1571 | 1569 | 1603 | 1595 | 1626 | 1687 |
|               | 2016 | 2017 | 2019 | 2021 | 2022 | 2023 |